# Eironde leeuwenbek
De eironde leeuwenbek (Kickxia spuria) is een kruipende, eenjarige plant die behoort tot de weegbreefamilie (Plantaginaceae). De geslachtsnaam Kickxia is ontleend aan Jean Kickx, Sr., (1775-1831) hoogleraar in de biologie, farmacie en mineralogie en/of zijn zoon Jean Kickx (Jr.) (1803-1864).
Het is een plant van akkerland met voedselrijke, kalkhoudende grond. De plant komt van nature voor in Eurazië. Ze staat op de Nederlandse Rode lijst planten als zeer zeldzaam en matig afgenomen.
De plant wordt 7-30 cm hoog en heeft behaarde, eironde tot ronde bladeren met een afgeronde of afgeknotte voet. De stengels zijn kleverig behaard met klierharen.
De eironde leeuwenbek bloeit van juli tot de herfst met lichtgele, 0,8 tot 1,5 cm grote bloemen. De bloem heeft een spoor en de bovenlip is zwartviolet. De bloemstengel is meestal ruw behaard.
De vrucht is een doosvrucht met eironde zaden.

## Namen in andere talen
- Duits: eiblättriges Tännelkraut
- Engels: round-leaved fluellen, roundleaf cancerwort
- Frans: linaire bâtarde, fausse velvote
- Pools: kiksja zgiętoostrogowa